# Pseudione indica
Pseudione indica là một loài chân đều trong họ Bopyridae. Loài này được Chopra miêu tả khoa học năm 1930.